# Albert Hermant
Pour les articles homonymes, voir Hermant.
Albert Hermant, né à Châtelet le 17 juin 1827 et mort à Châtelet le 2 décembre 1883, est un avocat, magistrat et un homme politique belge, de tendance catholique. Il a été député à la Chambre des représentants.

## Biographie
Albert Guillaume Hermant, né à Châtelet le 17 juin 1827, est le fils de Pierre Hermant, négociant, et d'Anne Van Achter. Il a épousé successivement Flore Martin à Saint-Gérard le 7 juillet 1858, Catherine Cornil à Gilly le 23 avril 1867 et Léonie Cornil à Châtelet le 13 mars 1872. Sa nièce, Marie Hermant, a épousé Michel Levie, avocat au barreau de Charleroi et ministre des Finances.
Il fait ses études secondaires au Collège Notre-Dame de la Paix de Namur. En 1853, il obtient le diplôme de docteur en droit à l'Université catholique de Louvain et s'inscrit au barreau de Charleroi. De 1876 à son décès, il est juge de paix pour le canton de Châtelet.
En août 1870, il est élu député sur la liste catholique pour l'arrondissement de Charleroi et accomplit son mandat jusqu'en 1874.
Il était également organiste, l'un des dirigeants de la Société ouvrière Saint-François Xavier de Châtelet et président du conseil de fabrique.
À la suite de son décès à Châtelet le 2 décembre 1883, il est inhumé dans la sépulture familiale du cimetière de cette localité.

## Distinction
- Chevalier de l'ordre de Léopold en 1874 (Belgique).